# 克泰詹
克泰詹，是匈牙利贝凯什州所辖的一个村。总面积42.95平方公里，总人口1369，人口密度31.9人/平方公里（2011年1月1日）。